# ICD-10 第21章:健康状態に影響を及ぼす要因および保険サービスの利用
本項は、『疾病及び関連保健問題の国際統計分類』第10版（ICD-10）の「第21章:健康状態に影響を及ぼす要因および保険サービスの利用」の一覧である。

## Z00-Z99 - 健康状態に影響を及ぼす要因及び保健サービスの利用

### (Z00-Z13)　検査及び診査のための保健サービスの利用者
- Z00　愁訴がない又は診断名の記載がない者の一般検査及び診査
  - Z00.0　一般医学的検査
  - Z00.1　定型的<ルーチン>小児健康診断
  - Z00.2　小児の急速成長期の検査
  - Z00.3　青年期の発育<発達>状態の検査
  - Z00.4　一般精神医学的検査，他に分類されないもの
  - Z00.5　臓器及び組織の提供の可能性がある者の検査
  - Z00.6　臨床研究計画における対照者の検査
  - Z00.8　その他の一般検査
- Z01　愁訴がない又は診断名の記載がない者のその他の特殊検査及び診査
  - Z01.0　眼及び視力検査
  - Z01.1　耳及び聴力検査
  - Z01.2　歯科的検査
  - Z01.3　血圧検査
  - Z01.4　婦人科的検査(一般)(定型的<ルーチン>)
  - Z01.5　診断目的の皮膚テスト及び感作テスト
  - Z01.6　放射線診断，他に分類されないもの
  - Z01.7　臨床検査
  - Z01.8　その他の明示された特殊検査
  - Z01.9　特殊検査，詳細不明
- Z02　管理目的の検査
  - Z02.0　教育施設への入学のための検査
  - Z02.1　就職前の検査
  - Z02.2　居住施設への入所のための検査
  - Z02.3　軍隊への入隊のための検査
  - Z02.4　運転免許のための検査
  - Z02.5　スポーツ参加のための検査
  - Z02.6　保険目的の検査
  - Z02.7　診断書の発行
  - Z02.8　管理目的のその他の検査
  - Z02.9　管理目的の検査，詳細不明
- Z03　疾病及び病態の疑いに対する医学的観察及び評価
  - Z03.0　結核の疑いに対する観察
  - Z03.1　悪性新生物の疑いに対する観察
  - Z03.2　精神及び行動の障害の疑いに対する観察
  - Z03.3　神経系の障害の疑いに対する観察
  - Z03.4　心筋梗塞の疑いに対する観察
  - Z03.5　その他の循環器系の疾患の疑いに対する観察
  - Z03.6　摂取物質の毒作用の疑いに対する観察
  - Z03.8　その他の疾病及び病態の疑いに対する観察
  - Z03.9　疾病又は病態の疑いに対する観察，詳細不明
- Z04　その他の理由による検査及び観察
  - Z04.0　血中アルコール及び血中薬物のテスト
  - Z04.1　交通事故後における検査及び観察
  - Z04.2　就業中の事故<労働災害>後における検査及び観察
  - Z04.3　その他の事故後における検査及び観察
  - Z04.4　強姦及び婦女暴行の申し立て後における検査及び観察
  - Z04.5　その他の故意の損傷後における検査及び観察
  - Z04.6　当局の要請による一般精神医学的検査
  - Z04.8　その他の明示された理由による検査及び観察
  - Z04.9　理由不明の検査及び観察
- Z08　悪性新生物治療後の経過観察<フォローアップ>検査
  - Z08.0　悪性新生物の術後の経過観察<フォローアップ>検査
  - Z08.1　悪性新生物の放射線治療後の経過観察<フォローアップ>検査
  - Z08.2　悪性新生物の化学療法後の経過観察<フォローアップ>検査
  - Z08.7　悪性新生物の複合治療後の経過観察<フォローアップ>検査
  - Z08.8　悪性新生物のその他の治療後の経過観察<フォローアップ>検査
  - Z08.9　悪性新生物の詳細不明の治療後の経過観察<フォローアップ>検査
- Z09　悪性新生物以外の病態の治療後の経過観察<フォローアップ>検査
  - Z09.0　その他の病態の術後の経過観察<フォローアップ>検査
  - Z09.1　その他の病態の放射線治療後の経過観察<フォローアップ>検査
  - Z09.2　その他の病態の化学療法後の経過観察<フォローアップ>検査
  - Z09.3　精神療法後の経過観察<フォローアップ>検査
  - Z09.4　骨折治療後の経過観察<フォローアップ>検査
  - Z09.7　その他の病態の複合治療後の経過観察<フォローアップ>検査
  - Z09.8　その他の病態のその他の治療後の経過観察<フォローアップ>検査
  - Z09.9　その他の病態の詳細不明の治療後の経過観察<フォローアップ>検査
- Z10　特定集団の定型的<ルーチン>一般健康診断
  - Z10.0　職場健診
  - Z10.1　施設入所者の定型的<ルーチン>一般健康診断
  - Z10.2　軍隊の定型的<ルーチン>一般健康診断
  - Z10.3　スポーツチームの定型的<ルーチン>一般健康診断
  - Z10.8　その他の特定集団の定型的<ルーチン>一般健康診断
- Z11　感染症及び寄生虫症の特殊スクリーニング検査
  - Z11.0　腸管感染症の特殊スクリーニング検査
  - Z11.1　呼吸器結核の特殊スクリーニング検査
  - Z11.2　その他の細菌性疾患の特殊スクリーニング検査
  - Z11.3　主として性的伝播様式をとる感染症の特殊スクリーニング検査
  - Z11.4　ヒト免疫不全ウイルス[ＨＩＶ]の特殊スクリーニング検査
  - Z11.5　その他のウイルス疾患の特殊スクリーニング検査
  - Z11.6　その他の原虫疾患及びぜん<蠕>虫症の特殊スクリーニング検査
  - Z11.8　その他の感染症及び寄生虫症の特殊スクリーニング検査
  - Z11.9　感染症及び寄生虫症の特殊スクリーニング検査，詳細不明
- Z12　新生物の特殊スクリーニング検査
  - Z12.0　胃の新生物の特殊スクリーニング検査
  - Z12.1　腸管の新生物の特殊スクリーニング検査
  - Z12.2　呼吸器の新生物の特殊スクリーニング検査
  - Z12.3　乳房の新生物の特殊スクリーニング検査
  - Z12.4　子宮頚(部)の新生物の特殊スクリーニング検査
  - Z12.5　前立腺の新生物の特殊スクリーニング検査
  - Z12.6　膀胱の新生物の特殊スクリーニング検査
  - Z12.8　その他の部位の新生物の特殊スクリーニング検査
  - Z12.9　新生物の特殊スクリーニング検査，詳細不明
- Z13　その他の疾患及び障害の特殊スクリーニング検査
  - Z13.0　血液及び造血器の疾患並びに免疫機構の障害の特殊スクリーニング検査
  - Z13.1　糖尿病の特殊スクリーニング検査
  - Z13.2　栄養障害の特殊スクリーニング検査
  - Z13.3　精神及び行動の障害の特殊スクリーニング検査
  - Z13.4　小児期の発育<発達>障害の特殊スクリーニング検査
  - Z13.5　眼及び耳の障害の特殊スクリーニング検査
  - Z13.6　心血管障害の特殊スクリーニング検査
  - Z13.7　先天奇形，変形及び染色体異常の特殊スクリーニング検査
  - Z13.8　その他の明示された疾患及び障害の特殊スクリーニング検査
  - Z13.9　特殊スクリーニング検査，詳細不明

### (Z20-Z29)　伝染病に関連する健康障害をきたす恐れのある者
- Z20　伝染病の感染源との接触及び病原体への曝露
  - Z20.0　腸管感染症の感染源との接触及び病原体への曝露
  - Z20.1　結核の感染源との接触及び病原体への曝露
  - Z20.2　主として性的伝播様式をとる感染症の感染源との接触及び病原体への曝露
  - Z20.3　狂犬病の感染源との接触及び病原体への曝露
  - Z20.4　風疹の感染源との接触及び病原体への曝露
  - Z20.5　ウイルス肝炎の感染源との接触及び病原体への曝露
  - Z20.6　ヒト免疫不全ウイルス[ＨＩＶ]との接触及び曝露
  - Z20.7　シラミ症，ダニ症及びその他の寄生虫症の感染源との接触及び病原体への曝露
  - Z20.8　その他の伝染病の感染源との接触及び病原体への曝露
  - Z20.9　詳細不明の伝染病の感染源との接触及び病原体への曝露
- Z21　無症候性ヒト免疫不全ウイルス[ＨＩＶ]感染状態
- Z22　感染症のキャリア<病原体保有者>
  - Z22.0　腸チフスのキャリア<病原体保有者>
  - Z22.1　その他の腸管感染症のキャリア<病原体保有者>
  - Z22.2　ジフテリアのキャリア<病原体保有者>
  - Z22.3　その他の明示された細菌性疾患のキャリア<病原体保有者>
  - Z22.4　主として性的伝播様式をとる感染症のキャリア<病原体保有者>
  - Z22.5　ウイルス肝炎のキャリア<病原体保有者>
  - Z22.6　ヒトＴリンパ球ウイルスⅠ型[ＨＴＬＶ－１]感染症のキャリア<病原体保有者>
  - Z22.8　その他の感染症のキャリア<病原体保有者>
  - Z22.9　感染症のキャリア<病原体保有者>，詳細不明
- Z23　単独の細菌性疾患に対する予防接種の必要性
  - Z23.0　コレラのみに対する予防接種の必要性
  - Z23.1　腸チフス・パラチフスのみに対する予防接種[ＴＡＢ]の必要性
  - Z23.2　結核に対する予防接種[ＢＣＧ]の必要性
  - Z23.3　ペストに対する予防接種の必要性
  - Z23.4　野兎病<ツラレミア>に対する予防接種の必要性
  - Z23.5　破傷風のみに対する予防接種の必要性
  - Z23.6　ジフテリアのみに対する予防接種の必要性
  - Z23.7　百日咳のみに対する予防接種の必要性
  - Z23.8　その他の単独の細菌性疾患に対する予防接種の必要性
- Z24　単独のウイルス疾患に対する予防接種の必要性
  - Z24.0　灰白髄炎<ポリオ>に対する予防接種の必要性
  - Z24.1　節足動物媒介ウイルス脳炎に対する予防接種の必要性
  - Z24.2　狂犬病に対する予防接種の必要性
  - Z24.3　黄熱に対する予防接種の必要性
  - Z24.4　麻疹のみに対する予防接種の必要性
  - Z24.5　風疹のみに対する予防接種の必要性
  - Z24.6　ウイルス肝炎に対する予防接種の必要性
- Z25　その他の単独のウイルス疾患に対する予防接種の必要性
  - Z25.0　ムンプスのみに対する予防接種の必要性
  - Z25.1　インフルエンザに対する予防接種の必要性
  - Z25.8　その他の明示された単独のウイルス疾患に対する予防接種の必要性
- Z26　その他の単独の感染症に対する予防接種の必要性
  - Z26.0　リーシュマニア症に対する予防接種の必要性
  - Z26.8　その他の明示された単独の感染症に対する予防接種の必要性
  - Z26.9　詳細不明の感染症に対する予防接種の必要性
- Z27　感染症の混合予防接種の必要性
  - Z27.0　コレラと腸チフス・パラチフスに対する予防接種[cholera＋ＴＡＢ]の必要性
  - Z27.1　ジフテリア・破傷風・百日咳に対する混合予防接種[ＤＴＰ]の必要性
  - Z27.2　ジフテリア・破傷風・百日咳と腸チフス・パラチフスに対する予防接種[ＤＴＰ＋ＴＡＢ]の必要性
  - Z27.3　ジフテリア・破傷風・百日咳と灰白髄炎<ポリオ>に対する予防接種[ＤＴＰ＋polio]の必要性
  - Z27.4　麻疹・ムンプス・風疹に対する予防接種[ＭＭＲ]の必要性
  - Z27.8　感染症のその他の混合予防接種の必要性
  - Z27.9　感染症の詳細不明の混合予防接種の必要性
- Z28　未施行の予防接種
  - Z28.0　禁忌により未施行の予防接種
  - Z28.1　信条又は集団圧力にもとづく患者の意志により未施行の予防接種
  - Z28.2　その他及び詳細不明の理由にもとづく患者の意志により未施行の予防接種
  - Z28.8　その他の理由により未施行の予防接種
  - Z28.9　未施行の予防接種，理由不明
- Z29　その他の予防処置の必要性
  - Z29.0　隔離
  - Z29.1　予防(的)免疫療法
  - Z29.2　その他の予防的化学療法
  - Z29.8　その他の明示された予防処置
  - Z29.9　予防処置，詳細不明

### (Z30-Z39)　生殖に関連する環境下での保健サービスの利用者
- Z30　避妊管理
  - Z30.0　避妊に関する一般カウンセリング及び指導
  - Z30.1　(子宮内)避妊器具の挿入
  - Z30.2　不妊手術
  - Z30.3　月経操作
  - Z30.4　避妊薬のサーベイランス
  - Z30.5　(子宮内)避妊器具のサーベイランス
  - Z30.8　その他の避妊管理
  - Z30.9　避妊管理，詳細不明
- Z31　妊娠促進管理
  - Z31.0　既往の避妊手術後の卵管形成(術)又は精管形成(術)
  - Z31.1　人工授精
  - Z31.2　試験管内受精
  - Z31.3　その他の受精介助法
  - Z31.4　妊娠促進の診査及びテスト
  - Z31.5　遺伝カウンセリング
  - Z31.6　妊娠促進に関する一般カウンセリング及び指導
  - Z31.8　その他の妊娠促進管理
  - Z31.9　妊娠促進管理，詳細不明
- Z32　妊娠の検査
  - Z32.0　妊娠，(まだ)確認されていないもの
  - Z32.1　確認された妊娠
- Z33　妊娠中の女性
- Z34　正常妊娠の管理
  - Z34.0　正常初回妊娠の管理
  - Z34.8　その他の正常妊娠の管理
  - Z34.9　正常妊娠の管理，詳細不明
- Z35　ハイリスク妊娠の管理
  - Z35.0　不妊歴のある妊娠の管理
  - Z35.1　流産歴のある妊娠の管理
  - Z35.2　その他の妊娠・分娩に不利な産科歴のある妊娠の管理
  - Z35.3　不十分な出産前ケア歴のある妊娠の管理
  - Z35.4　頻回経産婦の妊娠の管理
  - Z35.5　高年初妊婦の管理
  - Z35.6　若年初妊婦の管理
  - Z35.7　社会問題によるハイリスク妊娠の管理
  - Z35.8　その他のハイリスク妊娠の管理
  - Z35.9　ハイリスク妊娠の管理，詳細不明
- Z36　分娩前スクリーニング
  - Z36.0　染色体異常の分娩前スクリーニング
  - Z36.1　アルファフェトプロテイン<ＡＦＰ>値上昇のための分娩前スクリーニング
  - Z36.2　羊水穿刺によるその他の分娩前スクリーニング
  - Z36.3　超音波及びその他の物理学的方法による奇形の分娩前スクリーニング
  - Z36.4　超音波及びその他の物理学的方法による胎児発育遅滞<成長遅延>の分娩前スクリーニング
  - Z36.5　同種免疫の分娩前スクリーニング
  - Z36.8　その他の分娩前スクリーニング
  - Z36.9　分娩前スクリーニング，詳細不明
- Z37　分娩の結果
  - Z37.0　単胎出生
  - Z37.1　単胎死産
  - Z37.2　双胎，両者出生
  - Z37.3　双胎，出生及び死産
  - Z37.4　双胎，両者死産
  - Z37.5　その他の多胎出産，すべて出生
  - Z37.6　その他の多胎出産，一部出生
  - Z37.7　その他の多胎出産，すべて死産
  - Z37.9　分娩の結果，詳細不明
- Z38　出生児，出生の場所による
  - Z38.0　単胎児，院内出生
  - Z38.1　単胎児，院外出生
  - Z38.2　単胎児，出生の場所不明
  - Z38.3　双胎児，院内出生
  - Z38.4　双胎児，院外出生
  - Z38.5　双胎児，出生の場所不明
  - Z38.6　その他の多胎児，院内出生
  - Z38.7　その他の多胎児，院外出生
  - Z38.8　その他の多胎児，出生の場所不明
- Z39　分娩後のケア及び検査
  - Z39.0　分娩直後のケア及び検査
  - Z39.1　授乳婦のケア及び検査
  - Z39.2　分娩後の定型的<ルーチン>経過観察<フォローアップ>

### (Z40-Z54)　特定の処置及び保健ケアのための保健サービスの利用者
- Z40　予防的手術
  - Z40.0　悪性新生物に関連する危険因子のための予防的手術
  - Z40.8　その他の予防的手術
  - Z40.9　予防的手術，詳細不明
- Z41　健康状態改善以外を目的とする処置
  - Z41.0　毛髪移植
  - Z41.1　美容上の理由による形成手術
  - Z41.2　定型的<ルーチン>及び儀式的な包皮切除(術)
  - Z41.3　耳介穿孔<ピアス>
  - Z41.8　健康状態改善以外を目的とするその他の処置
  - Z41.9　健康状態改善以外を目的とする処置，詳細不明
- Z42　形成手術後の経過観察<フォローアップ>ケア
  - Z42.0　頭部及び頚部の形成手術後の経過観察<フォローアップ>ケア
  - Z42.1　乳房の形成手術後の経過観察<フォローアップ>ケア
  - Z42.2　その他の体幹部位の形成手術後の経過観察<フォローアップ>ケア
  - Z42.3　上肢の形成手術後の経過観察<フォローアップ>ケア
  - Z42.4　下肢の形成手術後の経過観察<フォローアップ>ケア
  - Z42.8　その他の部位の形成手術後の経過観察<フォローアップ>ケア
  - Z42.9　形成手術後の経過観察<フォローアップ>ケア，詳細不明
- Z43　人工開口部に対する手当て
  - Z43.0　気管切開に対する手当て
  - Z43.1　胃瘻造設に対する手当て
  - Z43.2　回腸瘻造設に対する手当て
  - Z43.3　結腸瘻造設に対する手当て
  - Z43.4　消化管のその他の人工開口部に対する手当て
  - Z43.5　膀胱瘻造設に対する手当て
  - Z43.6　尿路のその他の人工開口部に対する手当て
  - Z43.7　人工腟に対する手当て
  - Z43.8　その他の人工開口部に対する手当て
  - Z43.9　詳細不明の人工開口部に対する手当て
- Z44　外部プロステーシスの装着及び調整
  - Z44.0　義手(全部)(一部)の装着及び調整
  - Z44.1　義足(全部)(一部)の装着及び調整
  - Z44.2　義眼の装着及び調整
  - Z44.3　乳房外部プロステーシスの装着及び調整
  - Z44.8　その他の外部プロステーシスの装着及び調整
  - Z44.9　詳細不明の外部プロステーシスの装着及び調整
- Z45　移植された器具の調整及び管理
  - Z45.0　心臓ペースメーカーの調整及び管理
  - Z45.1　輸液注入ポンプの調整及び管理
  - Z45.2　血管アクセス器具の調整及び管理
  - Z45.3　移植された聴覚器具の調整及び管理
  - Z45.8　その他の移植された器具の調整及び管理
  - Z45.9　詳細不明の移植された器具の調整及び管理
- Z46　その他の器具の装着及び調整
  - Z46.0　眼鏡及びコンタクトレンズの装着及び調整
  - Z46.1　補聴器の装着及び調整
  - Z46.2　神経系及び特定感覚器に関連するその他の器具の装着及び調整
  - Z46.3　義歯の装着及び調整
  - Z46.4　歯列矯正具の装着及び調整
  - Z46.5　回腸瘻造設及びその他の腸器具の装着及び調整
  - Z46.6　尿路器具の装着及び調整
  - Z46.7　整形外科用器具の装着及び調整
  - Z46.8　その他の明示された器具の装着及び調整
  - Z46.9　詳細不明の器具の装着及び調整
- Z47　その他の整形外科的経過観察<フォローアップ>ケア
  - Z47.0　骨折プレート及びその他の内固定器具の除去に関する経過観察<フォローアップ>ケア
  - Z47.8　その他の明示された整形外科的経過観察<フォローアップ>ケア
  - Z47.9　整形外科的経過観察<フォローアップ>ケア，詳細不明
- Z48　その他の外科的経過観察<フォローアップ>ケア
  - Z48.0　手術包帯及び縫合に対する手当て
  - Z48.8　その他の明示された外科的経過観察<フォローアップ>ケア
  - Z48.9　外科的経過観察<フォローアップ>ケア，詳細不明
- Z49　透析に関連するケア
  - Z49.0　透析のための準備ケア
  - Z49.1　体外透析
  - Z49.2　その他の透析
- Z50　リハビリテーション処置に関連するケア
  - Z50.0　心臓リハビリテーション
  - Z50.1　その他の理学療法
  - Z50.2　アルコール中毒症リハビリテーション
  - Z50.3　薬物中毒症リハビリテーション
  - Z50.4　精神療法，他に分類されないもの
  - Z50.5　言語療法
  - Z50.6　視能訓練
  - Z50.7　作業療法及び職業的リハビリテーション，他に分類されないもの
  - Z50.8　その他のリハビリテーション処置に関連するケア
  - Z50.9　リハビリテーション処置に関連するケア，詳細不明
- Z51　その他の医学的ケア
  - Z51.0　放射線治療施行中
  - Z51.1　新生物の化学療法施行中
  - Z51.2　その他の化学療法
  - Z51.3　輸血，診断名の記載がないもの
  - Z51.4　後続治療のための準備ケア，他に分類されないもの
  - Z51.5　緩和ケア
  - Z51.6　アレルゲンに対する脱感作
  - Z51.8　その他の明示された医学的ケア
  - Z51.9　医学的ケア，詳細不明
- Z52　臓器及び組織の提供者<ドナー>
  - Z52.0　血液提供者<ドナー>
  - Z52.1　皮膚提供者<ドナー>
  - Z52.2　骨提供者<ドナー>
  - Z52.3　骨髄提供者<ドナー>
  - Z52.4　腎提供者<ドナー>
  - Z52.5　角膜提供者<ドナー>
  - Z52.6　肝臓提供者<ドナー>
  - Z52.7　心臓提供者<ドナー>
  - Z52.8　その他の臓器及び組織の提供者<ドナー>
  - Z52.9　詳細不明の臓器又は組織の提供者<ドナー>
- Z53　特定の処置のための保健サービスの利用者，未施行
  - Z53.0　禁忌により未施行の処置
  - Z53.1　信条又は集団圧力にもとづく患者の意志により未施行の処置
  - Z53.2　その他及び詳細不明の理由にもとづく患者の意志により未施行の処置
  - Z53.8　その他の理由により未施行の処置
  - Z53.9　未施行の処置，理由不明
- Z54　回復期
  - Z54.0　手術後の回復期
  - Z54.1　放射線治療後の回復期
  - Z54.2　化学療法後の回復期
  - Z54.3　精神療法後の回復期
  - Z54.4　骨折治療後の回復期
  - Z54.7　複合治療後の回復期
  - Z54.8　その他の治療後の回復期
  - Z54.9　詳細不明の治療後の回復期

### (Z55-Z65)　社会経済的環境及び社会心理的環境に関連する健康障害をきたす恐れのある者
- Z55　教育及び識字に関連する問題
  - Z55.0　文盲及び低識字レベル
  - Z55.1　就学不能
  - Z55.2　試験不合格
  - Z55.3　学力の不足
  - Z55.4　教育適応障害及び教師や級友との不和
  - Z55.8　教育及び識字に関連するその他の問題
  - Z55.9　教育及び識字に関連する問題，詳細不明
- Z56　雇用及び失業に関連する問題
  - Z56.0　失業，詳細不明
  - Z56.1　転職
  - Z56.2　失職不安
  - Z56.3　ストレスの多い作業計画
  - Z56.4　上司及び同僚との不和
  - Z56.5　不快な業務
  - Z56.6　業務に関連するその他の身体的及び精神的過労
  - Z56.7　雇用に関連するその他及び詳細不明の問題
- Z57　危険因子への職業的曝露
  - Z57.0　騒音への職業的曝露
  - Z57.1　職業的放射線被曝
  - Z57.2　粉じんへの職業的曝露
  - Z57.3　その他の空気汚染物質への職業的曝露
  - Z57.4　農業における毒性物質への職業的曝露
  - Z57.5　その他の産業における毒性物質への職業的曝露
  - Z57.6　極端な温度への職業的曝露
  - Z57.7　振動への職業的曝露
  - Z57.8　その他の危険因子への職業的曝露
  - Z57.9　詳細不明の危険因子への職業的曝露
- Z58　物理的環境に関連する問題
  - Z58.0　騒音への曝露
  - Z58.1　空気汚染への曝露
  - Z58.2　水質汚染への曝露
  - Z58.3　土壌汚染への曝露
  - Z58.4　放射線被曝
  - Z58.5　その他の汚染への曝露
  - Z58.6　不適切な飲料水の供給
  - Z58.8　物理的環境に関連するその他の問題
  - Z58.9　物理的環境に関連する問題，詳細不明
- Z59　住居及び経済的環境に関連する問題
  - Z59.0　ホームレス<路上生活者>
  - Z59.1　不適正住居
  - Z59.2　隣人，同居人及び家主との不和
  - Z59.3　居住施設における生活に関連する問題
  - Z59.4　適正な食物の不足
  - Z59.5　極度の貧困
  - Z59.6　低所得
  - Z59.7　不十分な社会保険及び社会福祉
  - Z59.8　住居及び経済的環境に関連するその他の問題
  - Z59.9　住居及び経済環境に関連する問題，詳細不明
- Z60　社会的環境に関連する問題
  - Z60.0　ライフサイクル移行期における適応の問題
  - Z60.1　非定型的養育関係
  - Z60.2　独居
  - Z60.3　社会同化困難
  - Z60.4　社会的排斥及び社会的拒絶
  - Z60.5　好ましくない差別及び迫害の標的と受けとられる状態
  - Z60.8　社会的環境に関連するその他の問題
  - Z60.9　社会的環境に関連する問題，詳細不明
- Z61　小児期における否定的な生活体験に関連する問題
  - Z61.0　小児期における愛情関係の喪失
  - Z61.1　小児期における家庭からの別離
  - Z61.2　小児期における家族関係の変化
  - Z61.3　小児期の自尊心喪失を引き起こす事件
  - Z61.4　家族による子供に対する性的虐待の申し立てに関連する問題
  - Z61.5　家族以外の者による子供に対する性的虐待の申し立てに関連する問題
  - Z61.6　子供に対する身体的虐待の申し立てに関連する問題
  - Z61.7　小児期における個人的な恐怖体験
  - Z61.8　小児期におけるその他の否定的な生活体験
  - Z61.9　小児期における否定的な生活体験，詳細不明
- Z62　養育に関連するその他の問題
  - Z62.0　親の不適正な監督及び管理
  - Z62.1　親の過保護
  - Z62.2　施設養育
  - Z62.3　子供に対する敵意及び子供を敵意の身代わりとすること
  - Z62.4　子供に対する情緒的軽視
  - Z62.5　養育の怠慢に関連するその他の問題
  - Z62.6　親の不適正な圧迫及び養育のその他の質的な異常
  - Z62.8　養育に関連するその他の明示された問題
  - Z62.9　養育に関連する問題，詳細不明
- Z63　家族に関連するその他の問題，家族環境を含む
  - Z63.0　配偶者又はパートナーとの関係における問題
  - Z63.1　両親及び義理の家族との関係における問題
  - Z63.2　不適切な家族の援助
  - Z63.3　家族の構成員の不在
  - Z63.4　家族の失踪及び死亡
  - Z63.5　離別及び離婚による家族の崩壊
  - Z63.6　家庭におけるケアの必要な扶養親族
  - Z63.7　家族や家庭に影響するその他のストレスの多い生活体験
  - Z63.8　家族に関連するその他の明示された問題
  - Z63.9　家族に関連する問題，詳細不明
- Z64　社会心理的環境に関連する問題
  - Z64.0　望まない妊娠に関連する問題
  - Z64.1　経産婦に関連する問題
  - Z64.2　危険及び有害と知られている身体的，栄養的及び化学的関与<介入>を求めたり，受け入れたりすること
  - Z64.3　危険及び有害と知られている行動的及び心理的関与<介入>を求めたり，受け入れたりすること
  - Z64.4　カウンセラーとの不和
- Z65　その他の社会心理的環境に関連する問題
  - Z65.0　収監を伴わない民事及び刑事訴訟の有罪決定
  - Z65.1　収監及びその他の拘禁
  - Z65.2　刑務所からの釈放に関連する問題
  - Z65.3　その他の法的環境に関連する問題
  - Z65.4　犯罪及びテロリズムの被害者
  - Z65.5　災害，戦争及びその他の敵対行為との遭遇
  - Z65.8　社会心理的環境に関連するその他の明示された問題
  - Z65.9　社会心理的環境に関連する問題，詳細不明

### (Z70-Z76)　その他の環境下での保健サービスの利用者
- Z70　性的態度，性的行動及び性の方向づけに関連するカウンセリング
  - Z70.0　性的態度に関連するカウンセリング
  - Z70.1　性的行動及び性の方向づけに関連する患者へのカウンセリング
  - Z70.2　性的行動及び性の方向づけに関連する第三者へのカウンセリング
  - Z70.3　性的態度，性的行動及び性の方向づけの複合に関連するカウンセリング
  - Z70.8　その他の性カウンセリング
  - Z70.9　性カウンセリング，詳細不明
- Z71　その他のカウンセリング及び医学的助言についての保健サービスの利用者，他に分類されないもの
  - Z71.0　他人のための相談者
  - Z71.1　病気ではないが病訴を持つ者
  - Z71.2　診査所見の説明を求める相談者
  - Z71.3　食事カウンセリング及びサーベイランス
  - Z71.4　アルコール乱用カウンセリング及びサーベイランス
  - Z71.5　薬物乱用カウンセリング及びサーベイランス
  - Z71.6　タバコ乱用カウンセリング
  - Z71.7　ヒト免疫不全ウイルス[ＨＩＶ]カウンセリング
  - Z71.8　その他の明示されたカウンセリング
  - Z71.9　カウンセリング，詳細不明
- Z72　ライフスタイル<生活様式>に関連する問題
  - Z72.0　タバコ使用<喫煙>
  - Z72.1　アルコール使用<飲酒>
  - Z72.2　薬物使用
  - Z72.3　運動不足
  - Z72.4　不適正な食事及び食習慣
  - Z72.5　リスクの高い性行動
  - Z72.6　賭博及び賭
  - Z72.8　ライフスタイル<生活様式>に関連するその他の問題
  - Z72.9　ライフスタイル<生活様式>に関連する問題，詳細不明
- Z73　生活管理困難に関連する問題
  - Z73.0　燃えつき(状態)
  - Z73.1　人格的素質の強調
  - Z73.2　休養及び余暇の不足
  - Z73.3　ストレス，他に分類されないもの
  - Z73.4　世渡り下手，他に分類されないもの
  - Z73.5　社会的不協調，他に分類されないもの
  - Z73.6　能力低下による活動の制限
  - Z73.8　生活管理困難に関連するその他の問題
  - Z73.9　生活管理困難に関連する問題，詳細不明
- Z74　介護者依存に関連する問題
  - Z74.0　移動困難
  - Z74.1　個人介護の援助の必要性
  - Z74.2　家庭における援助の必要があるが，介護を行う世帯員がいない場合
  - Z74.3　継続的管理の必要性
  - Z74.8　介護者依存に関連するその他の問題
  - Z74.9　介護者依存に関連する問題，詳細不明
- Z75　医療施設及びその他の保健ケアに関連する問題
  - Z75.0　在宅医療サービスが受けられない状態
  - Z75.1　適切な施設への入所待機者
  - Z75.2　診査及び治療のためのその他の待機中
  - Z75.3　保健施設への入所及び利用の困難
  - Z75.4　その他の援助機関への入所及び利用の困難
  - Z75.5　休日交替ケア
  - Z75.8　医療施設及びその他の保健ケアに関連するその他の問題
  - Z75.9　医療施設及びその他の保健ケアに関連する問題，詳細不明
- Z76　その他の環境下での保健サービスの利用者
  - Z76.0　処方箋の反復発行
  - Z76.1　捨て子の健康管理及びケア
  - Z76.2　その他の健康な乳児及び小児の健康管理及びケア
  - Z76.3　病人に付添う健康者
  - Z76.4　保健ケア施設のその他の宿泊者
  - Z76.5　仮病[意識的に装う]
  - Z76.8　その他の明示された環境下における保健サービスの利用者
  - Z76.9　詳細不明の環境下における保健サービスの利用者

### (Z80-Z99)　家族歴，既往歴及び健康状態に影響を及ぼす特定の状態に関連する健康障害をきたす恐れのある者
- Z80　悪性新生物の家族歴
  - Z80.0　消化器の悪性新生物の家族歴
  - Z80.1　気管，気管支及び肺の悪性新生物の家族歴
  - Z80.2　その他の呼吸器及び胸腔内臓器の悪性新生物の家族歴
  - Z80.3　乳房の悪性新生物の家族歴
  - Z80.4　生殖器の悪性新生物の家族歴
  - Z80.5　腎尿路の悪性新生物の家族歴
  - Z80.6　白血病の家族歴
  - Z80.7　リンパ組織，造血組織及び関連組織のその他の悪性新生物の家族歴
  - Z80.8　その他の臓器又は器官系の悪性新生物の家族歴
  - Z80.9　悪性新生物の家族歴，詳細不明
- Z81　精神及び行動の障害の家族歴
  - Z81.0　知的障害〈精神遅滞〉の家族歴
  - Z81.1　アルコール乱用の家族歴
  - Z81.2　タバコ乱用の家族歴
  - Z81.3　その他の精神作用物質乱用の家族歴
  - Z81.4　その他の物質乱用の家族歴
  - Z81.8　その他の精神及び行動の障害の家族歴
- Z82　能力低下及び能力低下をもたらす慢性疾患の家族歴
  - Z82.0　てんかん及びその他の神経系疾患の家族歴
  - Z82.1　盲<失明>及び視力障害の家族歴
  - Z82.2　ろう<聾>及び難聴の家族歴
  - Z82.3　脳卒中の家族歴
  - Z82.4　虚血性心疾患及びその他の循環器系疾患の家族歴
  - Z82.5　喘息及びその他の慢性下気道疾患の家族歴
  - Z82.6　関節炎並びに筋骨格系及び結合組織のその他の疾患の家族歴
  - Z82.7　先天奇形，変形及び染色体異常の家族歴
  - Z82.8　その他の能力低下及び能力低下をもたらすその他の慢性疾患の家族歴，他に分類されないもの
- Z83　その他の特定の障害の家族歴
  - Z83.0　ヒト免疫不全ウイルス[ＨＩＶ]病の家族歴
  - Z83.1　その他の感染症及び寄生虫症の家族歴
  - Z83.2　血液及び造血器の疾患並びに免疫機構の障害の家族歴
  - Z83.3　糖尿病の家族歴
  - Z83.4　その他の内分泌，栄養及び代謝疾患の家族歴
  - Z83.5　眼及び耳の障害の家族歴
  - Z83.6　呼吸器系の疾患の家族歴
  - Z83.7　消化器系の疾患の家族歴
- Z84　その他の病態の家族歴
  - Z84.0　皮膚及び皮下組織の疾患の家族歴
  - Z84.1　腎及び尿管の障害の家族歴
  - Z84.2　腎尿路生殖器系のその他の疾患の家族歴
  - Z84.3　血族結婚の家族歴
  - Z84.8　その他の明示された病態の家族歴
- Z85　悪性新生物の既往歴
  - Z85.0　消化器の悪性新生物の既往歴
  - Z85.1　気管，気管支及び肺の悪性新生物の既往歴
  - Z85.2　その他の呼吸器及び胸腔内臓器の悪性新生物の既往歴
  - Z85.3　乳房の悪性新生物の既往歴
  - Z85.4　生殖器の悪性新生物の既往歴
  - Z85.5　腎尿路の悪性新生物の既往歴
  - Z85.6　白血病の既往歴
  - Z85.7　リンパ組織，造血組織及び関連組織のその他の悪性新生物の既往歴
  - Z85.8　その他の臓器及び器官系の悪性新生物の既往歴
  - Z85.9　悪性新生物の既往歴，詳細不明
- Z86　その他の疾患の既往歴
  - Z86.0　その他の新生物の既往歴
  - Z86.1　感染症及び寄生虫症の既往歴
  - Z86.2　血液及び造血器の疾患並びに免疫機構の障害の既往歴
  - Z86.3　内分泌，栄養及び代謝疾患の既往歴
  - Z86.4　精神作用物質乱用の既往歴
  - Z86.5　その他の精神及び行動の障害の既往歴
  - Z86.6　神経系及び感覚器の疾患の既往歴
  - Z86.7　循環器系の疾患の既往歴
- Z87　その他の疾患及び病態の既往歴
  - Z87.0　呼吸器系の疾患の既往歴
  - Z87.1　消化器系の疾患の既往歴
  - Z87.2　皮膚及び皮下組織の疾患の既往歴
  - Z87.3　筋骨格系及び結合組織の疾患の既往歴
  - Z87.4　腎尿路生殖器系の疾患の既往歴
  - Z87.5　妊娠，分娩及び産じょく<褥>の合併症の既往歴
  - Z87.6　周産期に発生した病態の既往歴
  - Z87.7　先天奇形，変形及び染色体異常の既往歴
  - Z87.8　その他の明示された病態の既往歴
- Z88　薬物，薬剤及び生物学的製剤のアレルギーの既往歴
  - Z88.0　ペニシリンアレルギーの既往歴
  - Z88.1　その他の抗生物質アレルギーの既往歴
  - Z88.2　サルファ剤アレルギーの既往歴
  - Z88.3　その他の抗感染薬アレルギーの既往歴
  - Z88.4　麻酔薬アレルギーの既往歴
  - Z88.5　麻薬アレルギーの既往歴
  - Z88.6　鎮痛薬アレルギーの既往歴
  - Z88.7　血清及びワクチンのアレルギーの既往歴
  - Z88.8　その他の薬物，薬剤及び生物学的製剤のアレルギーの既往歴
  - Z88.9　詳細不明の薬物，薬剤及び生物学的製剤のアレルギーの既往歴
- Z89　(四)肢の後天性欠損
  - Z89.0　指の後天性欠損[母指を含む]，一側性
  - Z89.1　手及び手首の後天性欠損
  - Z89.2　手首より近位の上肢の後天性欠損
  - Z89.3　両側上肢[各部位]の後天性欠損
  - Z89.4　足及び足首の後天性欠損
  - Z89.5　膝又は膝より遠位の脚の後天性欠損
  - Z89.6　膝より近位の脚の後天性欠損
  - Z89.7　両側下肢[各部位，趾<足ゆび>のみを除く]の後天性欠損
  - Z89.8　上肢及び下肢[各部位]の後天性欠損
  - Z89.9　(四)肢の後天性欠損，部位不明
- Z90　臓器の後天性欠損，他に分類されないもの
  - Z90.0　頭部及び頚部の一部の後天性欠損
  - Z90.1　乳房の後天性欠損
  - Z90.2　肺[の一部]の後天性欠損
  - Z90.3　胃の一部の後天性欠損
  - Z90.4　消化管のその他の部位の後天性欠損
  - Z90.5　腎の後天性欠損
  - Z90.6　尿路のその他の部位の後天性欠損
  - Z90.7　生殖器の後天性欠損
  - Z90.8　その他の臓器の後天性欠損
- Z91　危険因子の既往歴，他に分類されないもの
  - Z91.0　アレルギーの既往歴，薬物及び生物学的製剤以外のもの
  - Z91.1　医療及び指示への不従順の既往歴
  - Z91.2　個人衛生不十分の既往歴
  - Z91.3　不健康な睡眠・覚醒スケジュールの既往歴
  - Z91.4　心理的外傷の既往歴，他に分類されないもの
  - Z91.5　自傷の既往歴
  - Z91.6　その他の身体的外傷の既往歴
  - Z91.8　その他の明示された危険因子の既往歴，他に分類されないもの
- Z92　医療の既往歴
  - Z92.0　避妊の既往歴
  - Z92.1　抗凝固薬の長期使用(現在継続中も含む)の既往歴
  - Z92.2　その他の医薬品の長期使用(現在継続中も含む)の既往歴
  - Z92.3　放射線被曝の既往歴
  - Z92.4　大手術の既往歴，他に分類されないもの
  - Z92.5　リハビリテーション療法の既往歴
  - Z92.8　その他の医療の既往歴
  - Z92.9　医療の既往歴，詳細不明
- Z93　人工的開口状態
  - Z93.0　気管開口状態
  - Z93.1　胃瘻造設状態
  - Z93.2　回腸瘻造設状態
  - Z93.3　人工肛門造設状態
  - Z93.4　消化管のその他の人工的開口状態
  - Z93.5　膀胱瘻造設状態
  - Z93.6　尿路のその他の人工的開口状態
  - Z93.8　その他の人工的開口状態
  - Z93.9　人工的開口状態，部位不明
- Z94　臓器及び組織の移植後の状態
  - Z94.0　腎移植後の状態
  - Z94.1　心臓移植後の状態
  - Z94.2　肺移植後の状態
  - Z94.3　心肺移植後の状態
  - Z94.4　肝移植後の状態
  - Z94.5　皮膚移植後の状態
  - Z94.6　骨移植後の状態
  - Z94.7　角膜移植後の状態
  - Z94.8　その他の臓器及び組織の移植後の状態
  - Z94.9　臓器及び組織の移植後の状態，詳細不明
- Z95　心臓及び血管の挿入物及び移植片の存在
  - Z95.0　心臓ペースメーカーの存在
  - Z95.1　大動脈・冠動脈バイパス移植片の存在
  - Z95.2　人工心臓弁の存在
  - Z95.3　異種心臓弁の存在
  - Z95.4　その他の心臓弁置換状態
  - Z95.5　冠動脈血管形成挿入物及び移植片の存在
  - Z95.8　その他の心臓及び血管の挿入物及び移植片の存在
  - Z95.9　心臓及び血管の挿入物及び移植片の存在，詳細不明
- Z96　その他の機能性の挿入物の存在
  - Z96.0　泌尿生殖器の挿入物の存在
  - Z96.1　眼内レンズの存在
  - Z96.2　耳鼻科学的挿入物の存在
  - Z96.3　人工喉頭の存在
  - Z96.4　内分泌腺挿入物の存在
  - Z96.5　歯根及び顎(骨)インプラントの存在
  - Z96.6　整形外科的関節挿入物の存在
  - Z96.7　その他の骨及び腱の挿入物の存在
  - Z96.8　その他の明示された機能性の挿入物の存在
  - Z96.9　機能性の挿入物の存在，詳細不明
- Z97　その他の器具の存在
  - Z97.0　義眼の存在
  - Z97.1　義肢の存在(全部)(一部)
  - Z97.2　義歯の存在(全部床)(局部(床))
  - Z97.3　眼鏡及びコンタクトレンズの存在
  - Z97.4　外部補聴器の存在
  - Z97.5　(子宮内)避妊器具の存在
  - Z97.8　その他の明示された器具の存在
- Z98　その他の術後状態
  - Z98.0　腸バイパス及び吻合状態
  - Z98.1　関節固定状態
  - Z98.2　脳脊髄液ドレナージ器具の存在
  - Z98.8　その他の明示された術後状態
- Z99　機能支持機器及び器具への依存，他に分類されないもの
  - Z99.0　吸引器依存
  - Z99.1　人工呼吸器依存
  - Z99.2　腎透析依存
  - Z99.3　車椅子依存
  - Z99.8　その他の機能支持機器及び器具への依存
  - Z99.9　詳細不明の機能支持機器及び器具への依存